# Nemesi Marqués Oste
Nemesi Marquès Oste (Cabó, 17 de maio de 1935) foi representante pessoal a Andorra do Bispo de Urgell, um dos copríncipes de Andorra, de 1993 a 2012. Marquès Oste é um padre católico, e é o pároco de Bellestar, uma aldeia de 55 habitantes.